# Gran Premio de Monza
El Gran Premio de Monza (en italiano: Gran Premio di Monza) fue una carrera automovilística celebrada en el Autodromo Nazionale di Monza, ubicado en la ciudad del mismo nombre, Italia.

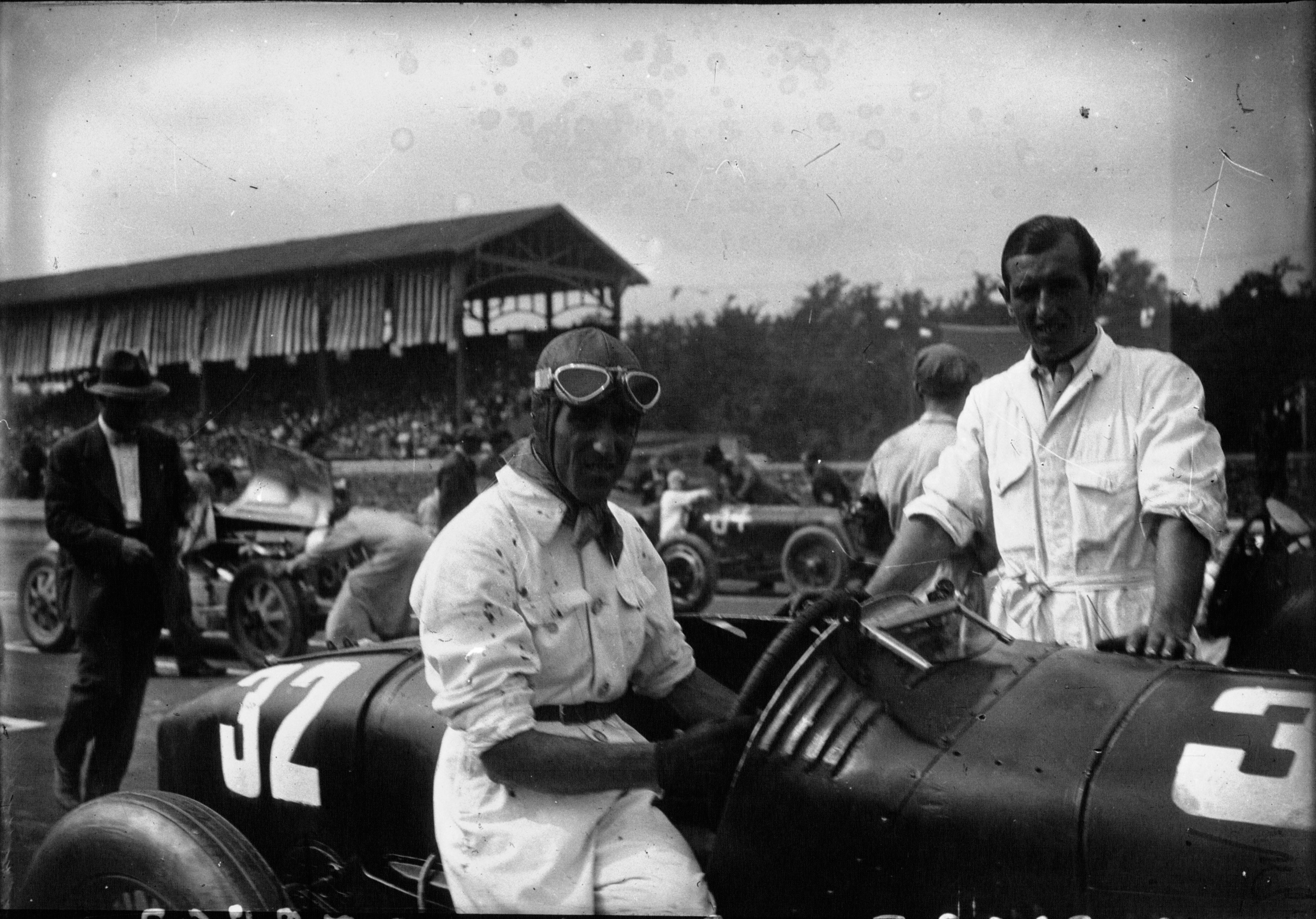
Tazio Nuvolari previo a la edición de 1930.

Tras el terrible accidente ocurrido durante el Gran Premio de Italia de 1928, donde perdieron la vida Emilio Materassi y 27 espectadores, el Gran Premio de Italia fue cancelado en 1929 y 1930. Al no querer abandonar por completo las carreras en el circuito de Monza, durante estos años se celebró como sustituto el Gran Premio de Monza. Incluso cuando el Gran Premio de Italia volvió al calendario de carreras, el Gran Premio de Monza se mantuvo como un evento separado.
La competición normalmente se dividía en tres eliminatorias cortas de 30 minutos según el tamaño del motor.
El evento de 1933 se conocería como el «Domingo Negro», debido a que tres de los mejores pilotos (Giuseppe Campari, Baconin Borzacchini y Stanisław Czaykowski) murieron en dos accidentes separados en la orilla sur del circuito de alta velocidad. El mundo de las carreras quedó atónito y esto marcó el final, no sólo para el Gran Premio de Monza, sino también para el circuito original de 10 kilómetros. El Gran Premio de Italia continuó durante los años siguientes, utilizando varios diseños diferentes, con chicanes para reducir la velocidad.
Después de la Segunda Guerra Mundial, el Gran Premio dell'Autodromo di Monza se celebró en cinco ediciones entre 1948 y 1952. La primera de ellas fue una carrera de Fórmula 1 y el resto de Fórmula 2. Ninguno de ellos contó para el Campeonato Mundial.
La carrera se reanudó en 1980, cuando se disputó el Gran Premio de Italia de F1 en el Autodromo Enzo e Dino Ferrari de Imola, y se organizó una carrera de Fórmula 2.
Hoy en día, al Gran Premio de Italia a veces se le llama «el Gran Premio de Monza», ya que está muy asociado con la pista del mismo nombre.

## Ganadores
| Año        | Piloto              | Constructor   | Clase         | Ubicación     | Resultados    |
| ---------- | ------------------- | ------------- | ------------- | ------------- | ------------- |
| 1922       | André Dubonnet      | Hispano-Suiza | Formula Libre | Monza         | Resultados    |
| 1923- 1928 | No se disputó       | No se disputó | No se disputó | No se disputó | No se disputó |
| 1929       | Achille Varzi       | Alfa Romeo    | Grand Prix    | Monza         | Resultados    |
| 1930       | Achille Varzi       | Maserati      | Grand Prix    | Monza         | Resultados    |
| 1931       | Luigi Fagioli       | Maserati      | Grand Prix    | Monza         | Resultados    |
| 1932       | Rudolf Caracciola   | Alfa Romeo    | Grand Prix    | Monza         | Resultados    |
| 1933       | Marcel Lehoux       | Bugatti       | Grand Prix    | Monza         | Resultados    |
| 1934- 1947 | No se disputó       | No se disputó | No se disputó | No se disputó | No se disputó |
| 1948       | Jean-Pierre Wimille | Alfa Romeo    | Fórmula 1     | Monza         | Resultados    |
| 1949       | Juan Manuel Fangio  | Ferrari       | Fórmula 2     | Monza         | Resultados    |
| 1950       | Luigi Villoresi     | Ferrari       | Fórmula 2     | Monza         | Resultados    |
| 1951       | Alberto Ascari      | Ferrari       | Fórmula 2     | Monza         | Resultados    |
| 1952       | Giuseppe Farina     | Ferrari       | Fórmula 2     | Monza         | Resultados    |
| 1953- 1979 | No se disputó       | No se disputó | No se disputó | No se disputó | No se disputó |
| 1980       | Derek Warwick       | Toleman       | Fórmula 2     | Monza         | Resultados    |
| Fuentes:   |                     |               |               |               |               |